# Mohamed Msilini
Mohamed Msilini (arabe : محمد مسيليني), né en janvier 1956 à Mareth, est un haut fonctionnaire et homme politique tunisien. Il occupe le poste de ministre du Commerce en 2020.

## Biographie
Après avoir obtenu une maîtrise en gestion et comptabilité à la faculté des sciences économiques et de gestion de Sfax en juin 1979, il intègre la Société tunisienne de l'électricité et du gaz où il occupe plusieurs postes dirigeants avant de prendre sa retraite en 2016.
Politiquement, il est engagé à partir de 1973 et rejoint le Mouvement du peuple dès sa création. Il en est élu membre du bureau politique en septembre 2013 avant d’être réélu en 2017.
Le 27 février 2020, il devient ministre du Commerce dans le gouvernement d'Elyes Fakhfakh.

## Vie privée
Il est marié et père de trois enfants.